# Mobiliari urbà
El mobiliari urbà és el conjunt d'objectes públics instal·lats en un poble o ciutat per a un propòsit específic. Inclou, per exemple, bancs per a asseure's, fanals i lluminària, papereres i contenidors, bústies, cabines per a parlar per telèfon o carregar el telèfon mòbil, fonts, gronxadors i jocs infantils, parades d'autobús o panells indicadors especials (zones verdes, etc.) o publicitaris. A les ciutats a partir d'una certa mida, aquest mobiliari sol dissenyar-se expressament per a aquesta, de manera que el seu estil vol expressar l'estil de la ciutat i acaben constituint part de la identitat d'aquesta.
El disseny del mobiliari urbà d'una ciutat ha de tenir en compte la història i la cultura d'aquesta, així com les seves particularitats urbanístiques i socials. El primer criteri però és la funcionalitat, tant la primària (per exemple, per a una paperera, llençar i recollir papers), com les secundàries (ergonomia, accessibilitat, seguretat, etc.) i les no desitjades (vandalisme, etc.). També cal tenir en compte el cost econòmic i el cost social, així com els respectius costos d'oportunitat.

## Imatges

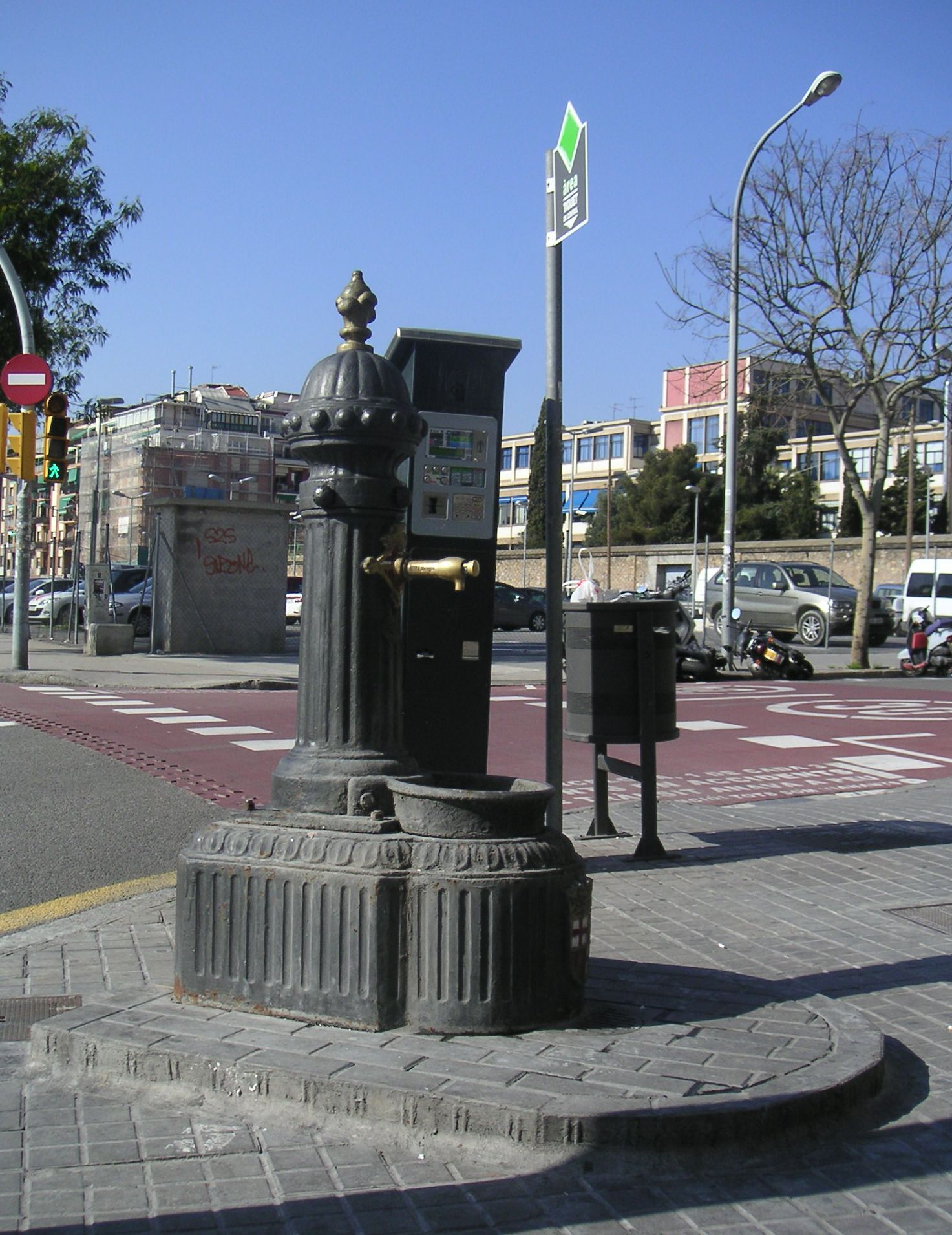
Font pública, punt de zona verda i paperera. Barcelona.
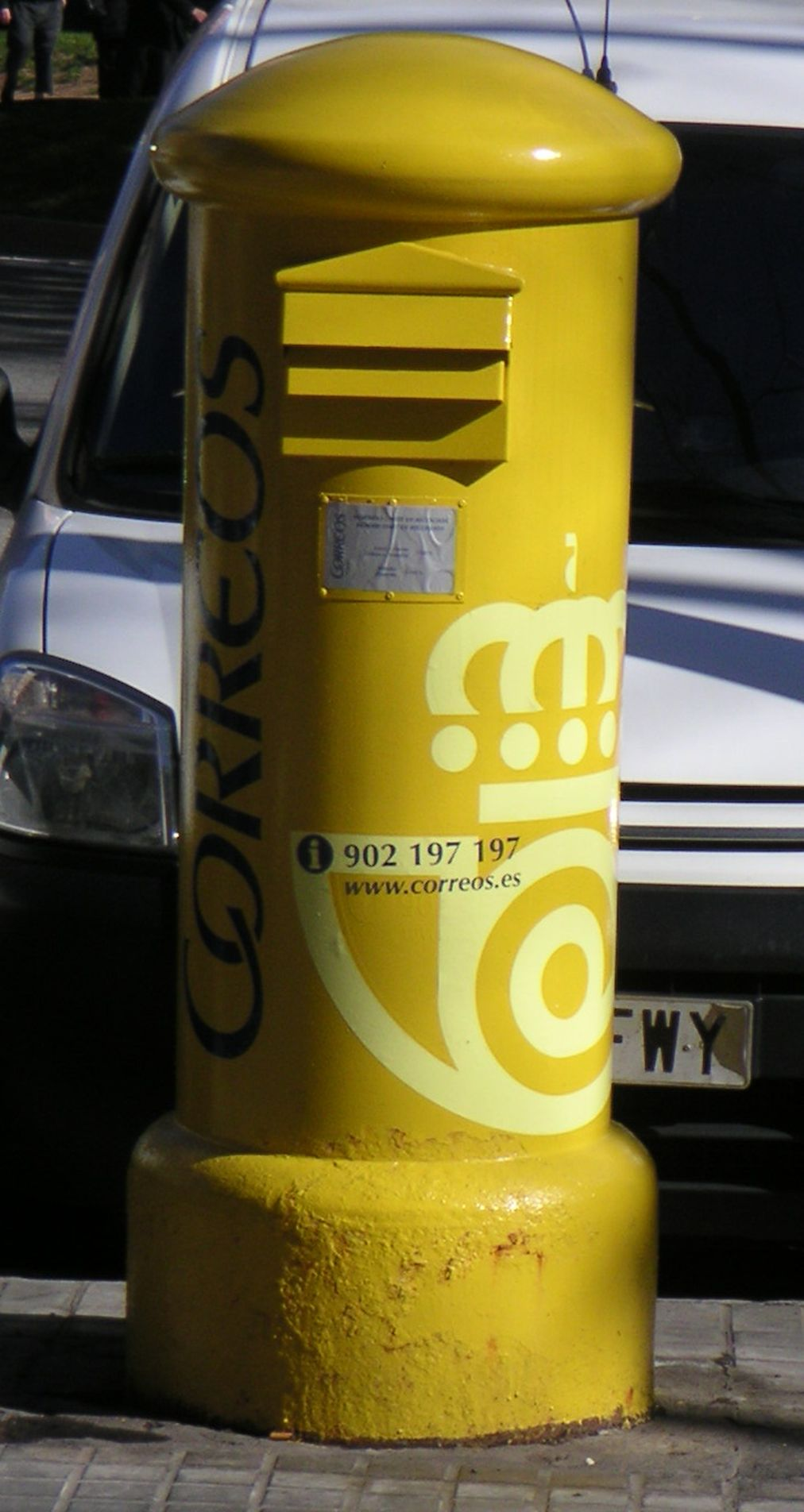
Bústia. Barcelona.
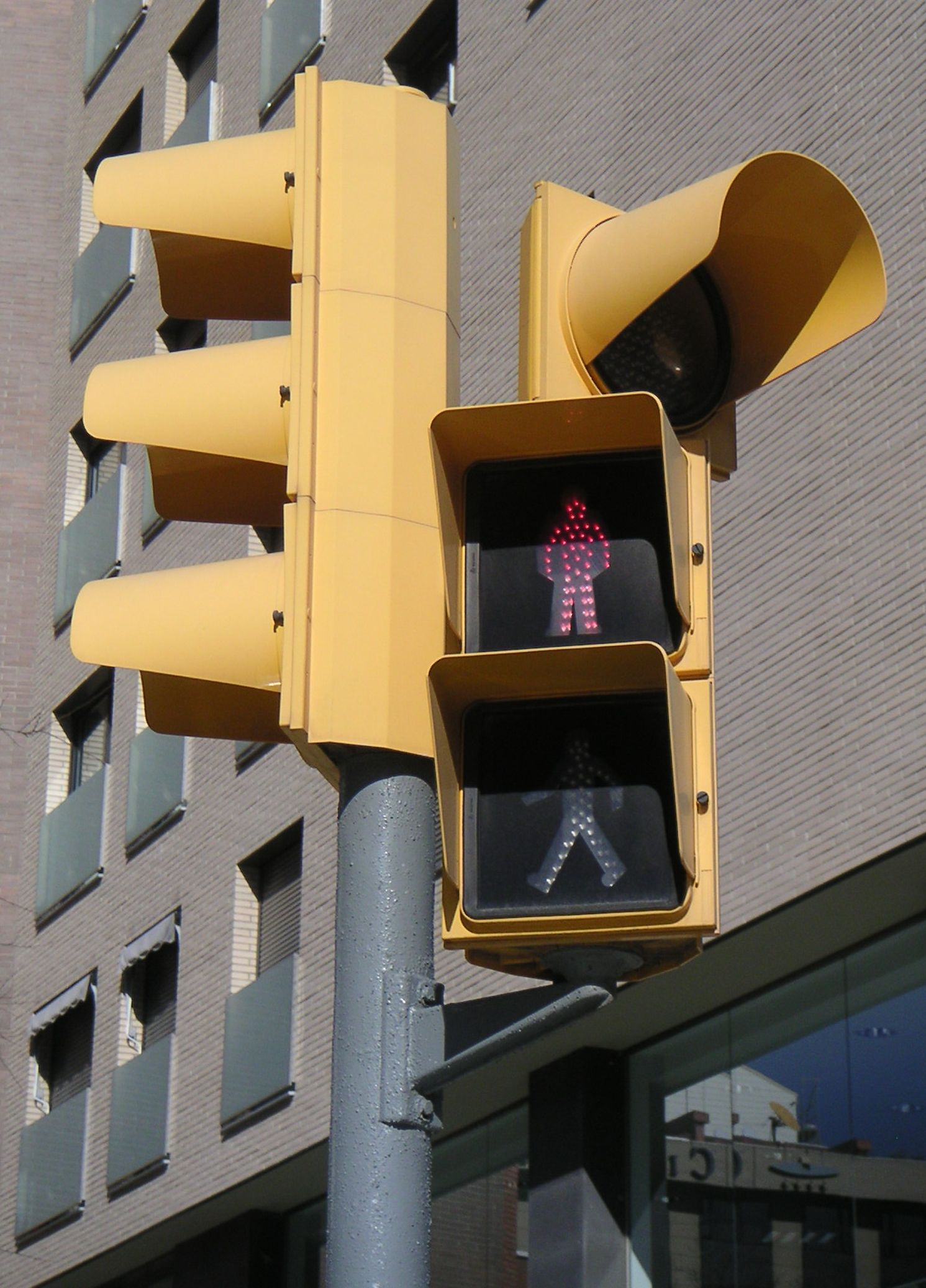
Semàfor. Barcelona.
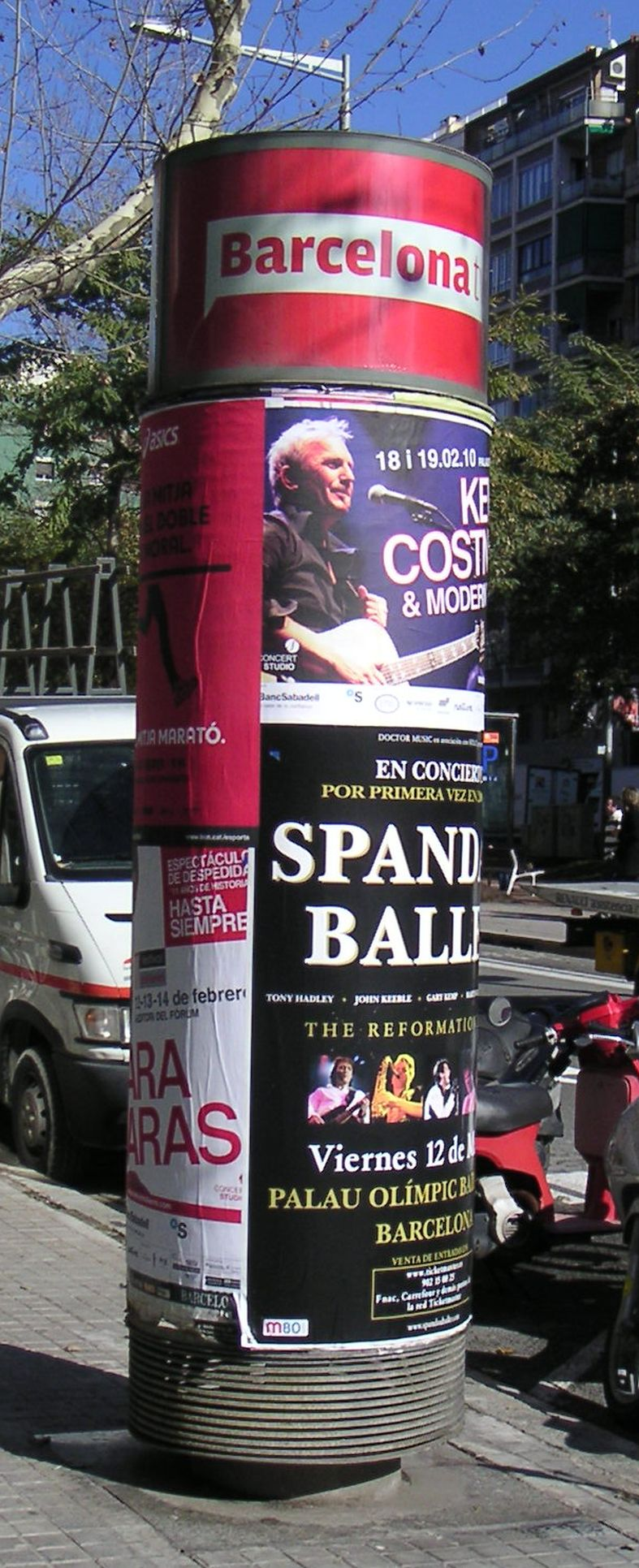
Ximeneia. Barcelona.
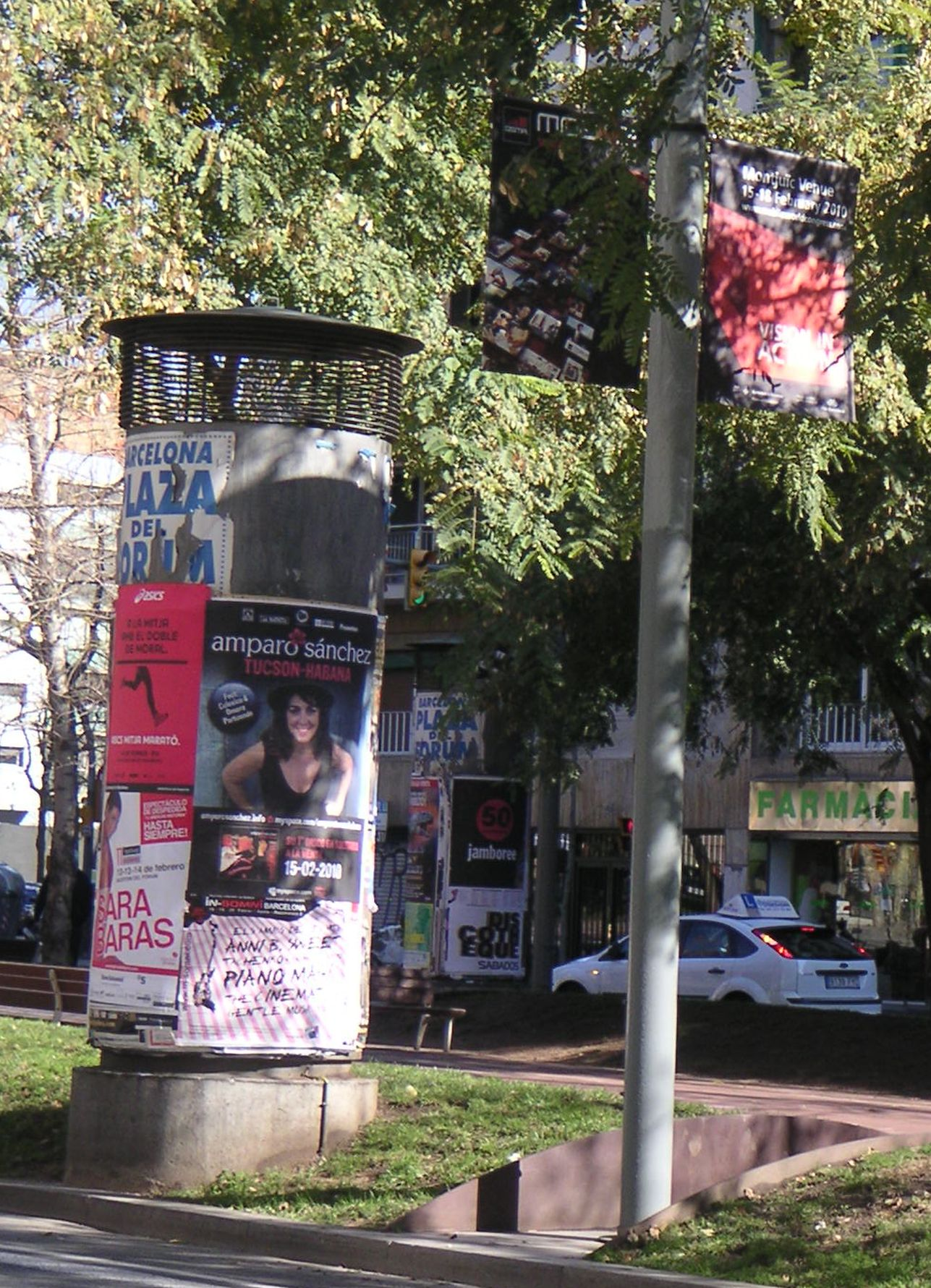
Suports publicitaris. Barcelona.
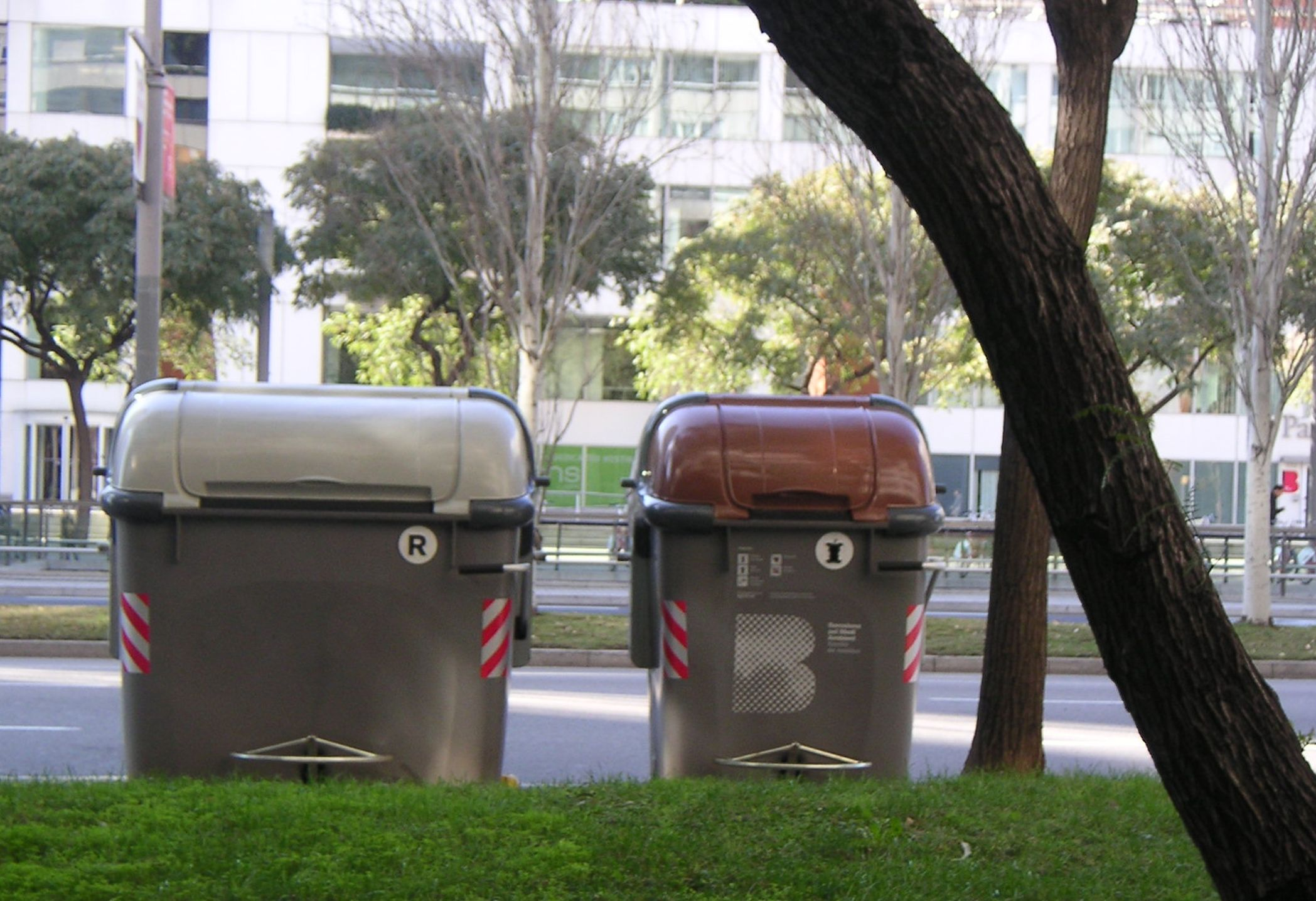
Contenidors RSU orgànic i inorgànic.Barcelona.
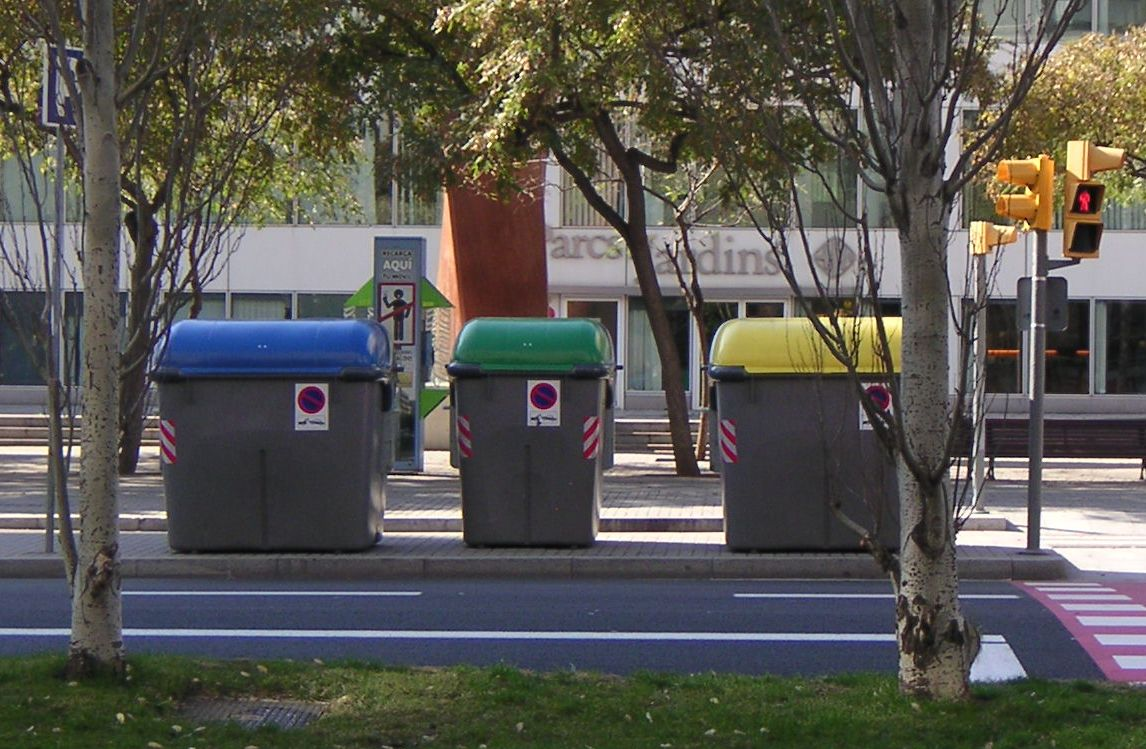
Escultura, cabina telefònica i contenidors de recollida selectiva. Barcelona.
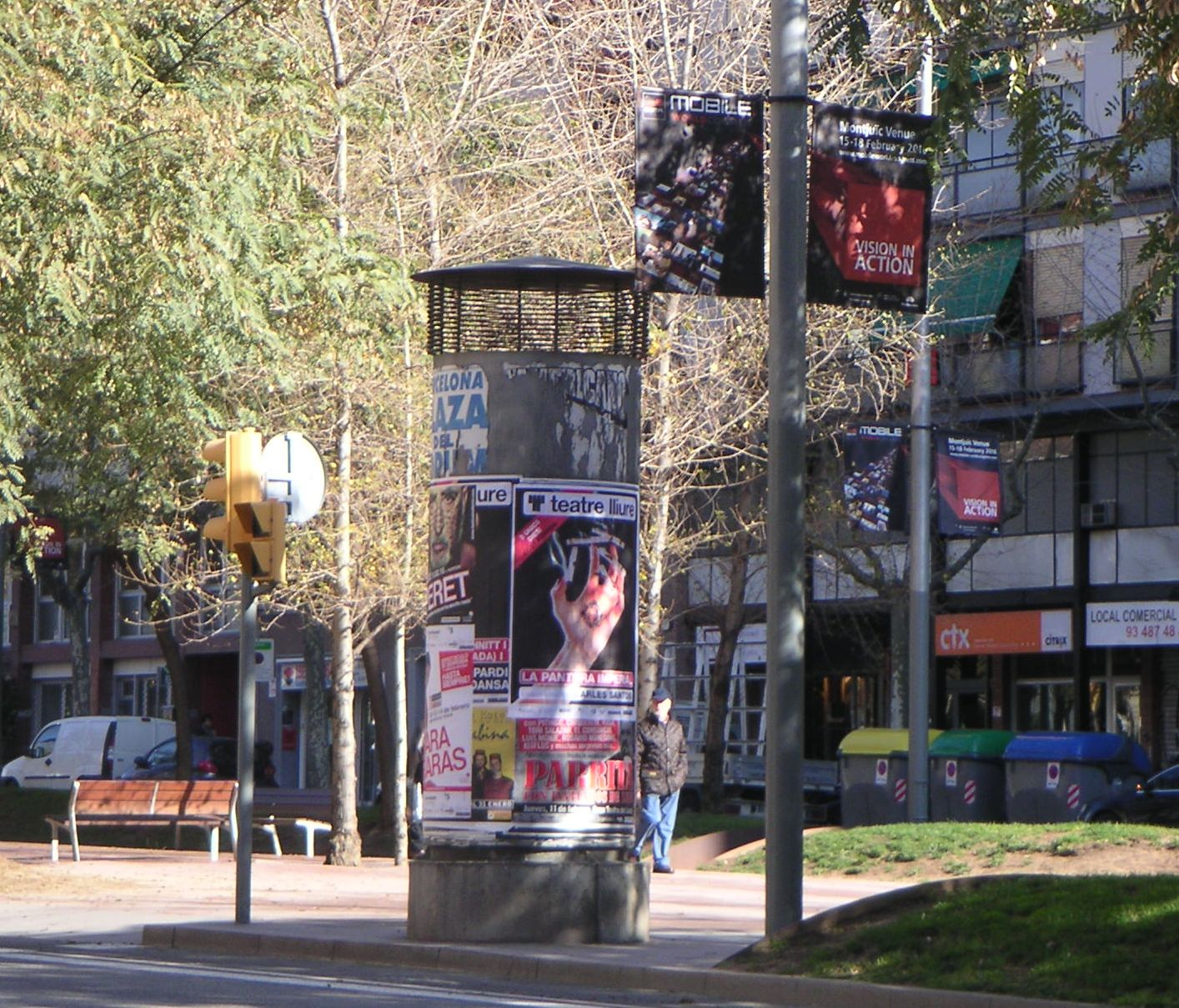
Mobiliari urbà a Barcelona
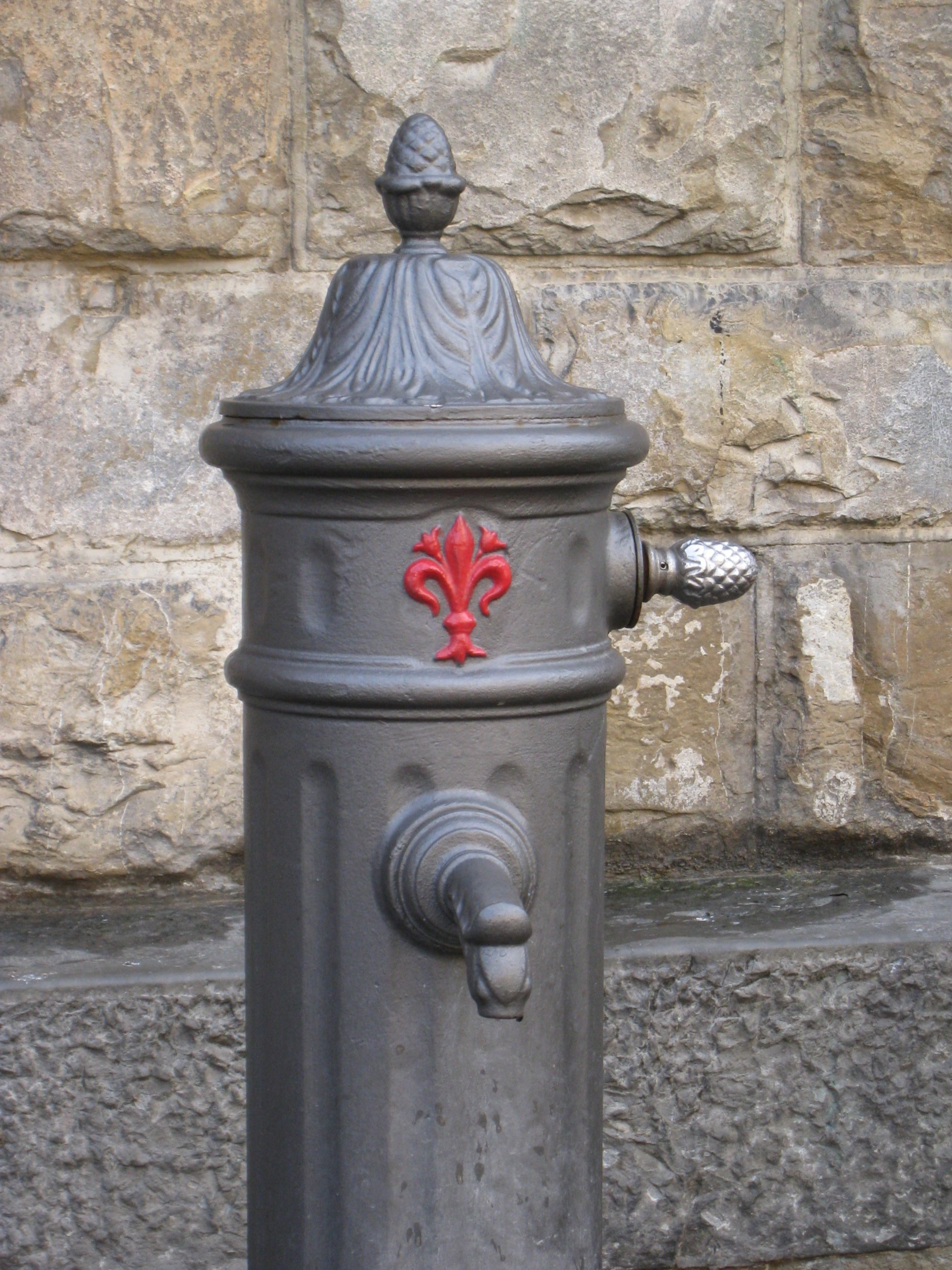
Beure a Florència amb una flor de lis vermella (l'emblema de Florència)